# Монтефиорале
Монтефиорале је насеље у Италији у округу Фиренца, региону Тоскана.
Према процени из 2011. у насељу је живело 79 становника. Насеље се налази на надморској висини од 358 м.